# آقای هم ساده
آقای هم ساده یا همساده (در لهجه شیرازی به معنی همسایه) یک شخصیت عروسکی در مجموعهٔ کلاه‌قرمزی است که از کلاه‌قرمزی ۹۱ به مجموعه اضافه شد.

## تاریخچه
آقای همساده برای اولین بار در مجموعهٔ کلاه‌قرمزی ۹۱ و برای مدت کوتاهی حضور پیدا کرد. او که در همسایگی آقای مجری زندگی می‌کرد، ماشین پراید خود را مقابلِ درِ خانهٔ آقای مجری پارک می‌کرد و فامیل دور چند بار ماشین او را پنچر کرده بود. یک روز که آقای همساده ماشینش را دوباره مقابل درِ خانهٔ آقای مجری پارک می‌کند، فامیل دور خشمگین شده و با جیگر به دردودل می‌پردازد و از همساده غیبت می‌کند. جیگر که زور زیادی دارد برای کمک به فامیل دور ماشین همساده را از مقابل در بلند می‌کند و از راه‌پله به اتاق پذیرایی خانهٔ آقای مجری می‌آورد. در همین زمان، آقای همساده نیز برای دستگیری کسی که چرخ ماشینش را پنچر کرده بود در ماشین خواب است و متوجه جابه‌جایی ماشینش نمی‌شود.
پس از آن، هر چند وقت یک‌بار آقوی هم ساده که همچنان در همسایگی آقای مجری زندگی می‌کند به وی سر می‌زند و بخش‌هایی از تجربیات و خاطراتش را برای آن‌ها تعریف می‌کند.

## ویژگی‌های شخصیت
آقوی هم ساده اهل شیراز است و لهجهٔ شیرازی دارد. او که از کودکی مدام بلاهای گوناگونی بر سرش آمده از این بلاها لذت می‌برد و با خوشحالی از آن‌ها یاد می‌کند به‌طوری‌که وقتی کسی به او محبت می‌کند یا اتفاق خوبی برایش می‌افتد ناراحت می‌شود و به قول خودش «خُرد می‌شود» اما وقتی که پس از این اتفاقات خوب اتفاقاتی بد برایش می‌افتد خیالش راحت می‌شود و احساس «داغونی» می‌کند و «لِهِ لِه» می‌شود و می‌خندد.
شغل این شخصیت مشخص نیست. در اولین صحنهٔ حضورش در برنامه او مسافرکش است و با خودروی شخصی‌اش کار می‌کند اما این‌طور که از خاطراتی که تعریف می‌کند پیداست مدام در حال تغییر شغل است به‌طوری‌که در همان اولین قسمتی که وارد ماجرا می‌شود قصد فروش ماشینش را دارد.
از خصوصیات بارز این شخصیت پرحرفی است و علاقهٔ زیادی به تعریف خاطره دارد.
در یکی از قسمت‌های برنامه مهمونی در روز ۳۱ خرداد از قیمه خواستگاری کرد و هنوز مشخص نیست که با هم به تفاهم برسند یا خیر.

## شکل‌گیری شخصیت
شخصیت هم ساده یک هفته قبل از شروع ضبط به گروه عروسک‌ها اضافه شد و در جلسات تمرین پیش از ضبط کلاه‌قرمزی ۹۱ ایرج طهماسب، صدای محمد بحرانی را با همان لهجهٔ شیرازی برای این شخصیت پسندید. از همان روز اول ایرج طهماسب در توصیف این شخصیت به عوامل تولید گفت: هم ساده شخصیتی است که با بدبختی‌هایش می‌خندد. صداپیشهٔ این شخصیت هم با استفاده از این ایدهٔ اولیه و با مشاورهٔ با ایرج طهماسب و با یک‌سری خاطره‌سازی و پرداخت به گذشته این شخصیت شکل گرفت. خاطرات «هم ساده» در لحظه توسط صداپیشهٔ این شخصیت، محمد بحرانی شکل گرفته‌اند. او پیش از ضبط به این که او چه بگوید فکر نمی‌کرد چون می‌خواست هنگام ضبط این خاطرات تازگی داشته باشند و برای خود وی هم خنده‌دار باشند تا موقع تعریف خاطره خنده‌هایش واقعی باشند.

## عوامل
- طراح عروسک: مرضیه محبوب
- عروسک‌گردان: شیما بخشنده
- صداپیشه: محمد بحرانی

## پی‌نوشت
1. 1 2  میرفندرسکی، مالکی و  بحرانی، همهٔ گروه در موفقیت این مجموعه نقش داشتند.
2. ↑  عیدی‌زاده و  بحرانی، «خودم شیرازی هستم»، خبرآنلاین.